# Noviciát

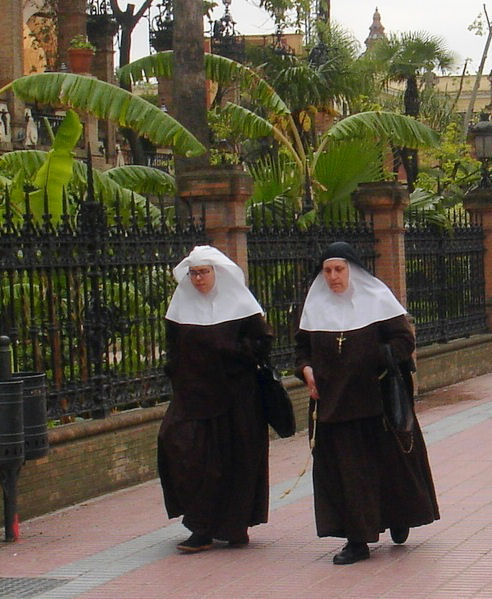
Sestra s bílým závojem je novicka kongregace Sester křížové roty v Seville.

Noviciát je období, po které čekatelé na vstup do katolického řeholního společenství (novic, resp. novicka) žijí společně s řeholníky (resp. řeholnicemi). Připravují se tak na skládání slibů, život ve společenství a mají možnost zvážit, zda si do něj skutečně přejí vstoupit.
Délka noviciátu se u různých společenství může lišit, většinou ale trvá dva roky.
Podobné koncepce existují i u jiných mnišských řádů, například buddhistických. Pokud novicové žijí či tráví část dne ve speciálním domě či části kláštera, popřípadě pokud se novici zaučují pouze v určitém klášteře, nazývá se dotyčná budova (klášter) též noviciát.